# Lenny Pintor
Lenny Jean-Pierre Pintor (Sarcelles, 5 agosto 2000) è un calciatore francese, attaccante del LASK.

## Caratteristiche tecniche
Centravanti di piede destro, forte fisicamente e abile nell'uno contro uno.

## Carriera

### Club

#### Brest
Cresciuto nel settore giovanile del Bastia, il 22 agosto 2017 firma un contratto triennale con il Brest. Il 15 dicembre debutta in Ligue 2, disputando gli ultimi minuti della vittoriosa trasferta a Quevilly-Rouen. In tutto il campionato raccoglie 5 presenze, con il Brest eliminato ai play-off promozione.

#### Olympique Lione e prestito al Troyes
Il 31 agosto 2018 è acquistato dall'Olympique Lione insieme a un altro attaccante, Moussa Dembélé. Al Brest è versato un corrispettivo di 5 milioni. Il 19 ottobre esordisce in Ligue 1, nella partita vinta 2-0 sul Nîmes, in quella che sarà l'unica presenza in campionato della stagione. È stato convocato per la partita della fase a gironi di Champions League contro l'Hoffenheim.
Il 13 agosto 2019 è ceduto in prestito al Troyes.

### Nazionale
Ha giocato nelle nazionali giovanili francesi Under-16, Under-18 ed Under-19.
Con la nazionale Under-20 francese ha preso parte al campionato mondiale di calcio Under-20 2019.

## Statistiche

### Presenze e reti nei club
Statistiche aggiornate al 19 maggio 2024.
| Stagione                 | Squadra                  | Campionato               | Campionato | Campionato | Coppe nazionali | Coppe nazionali | Coppe nazionali | Coppe continentali | Coppe continentali | Coppe continentali | Altre coppe | Altre coppe | Altre coppe | Totale | Totale | Totale |
| Stagione                 | Squadra                  | Comp                     | Pres       | Reti       | Comp            | Pres            | Reti            | Comp               | Pres               | Reti               | Comp        | Pres        | Reti        | Pres   | Reti   |        |
| ------------------------ | ------------------------ | ------------------------ | ---------- | ---------- | --------------- | --------------- | --------------- | ------------------ | ------------------ | ------------------ | ----------- | ----------- | ----------- | ------ | ------ | ------ |
| 2016-2017                | Bastia 2                 | N2                       | 1          | 0          |                 | -               | -               | -                  | -                  | -                  | -           | -           | -           | 1      | 0      |        |
| 2017-2018                | Brest 2                  | N2                       | 8          | 5          |                 | -               | -               | -                  | -                  | -                  | -           | -           | -           | 8      | 5      |        |
| 2017-2018                | Brest                    | L2                       | 5          | 0          | CF+CdL          | -               | -               | -                  | -                  | -                  | -           | -           | -           | 5      | 0      |        |
| lug.-ago. 2018           | Brest                    | L2                       | 1          | 0          | CF+CdL          | 0+1             | 0               | -                  | -                  | -                  | -           | -           | -           | 2      | 0      |        |
| Totale Brest             | Totale Brest             | Totale Brest             | 6          | 0          |                 | 1               | 0               |                    | -                  | -                  |             | -           | -           | 7      | 0      |        |
| 2018-2019                | Olympique Lione 2        | N2                       | 11         | 5          |                 | -               | -               | -                  | -                  | -                  | -           | -           | -           | 11     | 5      |        |
| 2018-2019                | Olympique Lione          | L1                       | 1          | 0          | CF+CdL          | 1+0             | 0               | UCL                | 0                  | 0                  | -           | -           | -           | 2      | 0      |        |
| 2019-2020                | Troyes                   | L2                       | 19         | 4          | CF+CdL          | 0               | 0               | -                  | -                  | -                  | -           | -           | -           | 19     | 4      |        |
| 2019-2020                | Troyes 2                 | N3                       | 1          | 0          |                 | -               | -               | -                  | -                  | -                  | -           | -           | -           | 1      | 0      |        |
| giu.-set. 2020           | Olympique Lione 2        | N2                       | 2          | 0          |                 | -               | -               | -                  | -                  | -                  | -           | -           | -           | 2      | 0      |        |
| set. 2020-2021           | Troyes                   | L2                       | 12         | 3          | CF              | 1               | 0               | -                  | -                  | -                  | -           | -           | -           | 13     | 3      |        |
| Totale Troyes            | Totale Troyes            | Totale Troyes            | 31         | 7          |                 | 1               | -               |                    | -                  | -                  |             | -           | -           | 32     | 7      |        |
| 2021-2022                | Olympique Lione 2        | N2                       | 3          | 0          |                 | -               | -               | -                  | -                  | -                  | -           | -           | -           | 3      | 0      |        |
| Totale Olympique Lione 2 | Totale Olympique Lione 2 | Totale Olympique Lione 2 | 16         | 5          |                 | -               | -               |                    | -                  | -                  |             | -           | -           | 16     | 5      |        |
| 2022-2023                | Saint-Étienne            | L2                       | 21         | 1          | CF              | 1               | 0               | -                  | -                  | -                  | -           | -           | -           | 22     | 1      |        |
| 2022-2023                | Saint-Étienne 2          | N3                       | 1          | 0          |                 | -               | -               | -                  | -                  | -                  | -           | -           | -           | 1      | 0      |        |
| 2023-2024                | LASK                     | BL                       | 21         | 0          | CA              | 2               | 0               | UEL                | 1                  | 0                  | -           | -           | -           | 25     | 0      |        |
| Totale carriera          | Totale carriera          | Totale carriera          | 107        | 18         |                 | 6               | 0               |                    | 1                  | 0                  |             | -           | -           | 114    | 18     |        |

## Palmarès

### Club

#### Competizioni nazionali
- Campionato francese di seconda divisione: 1

Troyes: 2020-2021